# Echte dwergherten
Echte dwergherten (Tragulus) zijn een geslacht van zoogdieren uit de familie van de dwergherten (Tragulidae). De wetenschappelijke naam van het geslacht werd in 1762 gepubliceerd door Mathurin Jacques Brisson.

## Soorten
Er worden 6 soorten in dit geslacht geplaatst:
- Tragulus javanicus (Osbeck, 1765) – Javaanse kleine kantjil
- Tragulus kanchil (Raffles, 1822) – Kleine kantjil
- Tragulus napu (F. Cuvier, 1822) – Grote kantjil
- Tragulus nigricans O. Thomas, 1892 – Balabacdwerghert
- Tragulus versicolor O. Thomas, 1910
- Tragulus williamsoni Kloss, 1916